# 제라 (비디오 게임)
《제라: 임페란 인트리그》는 2005년부터 2009년 1월 28일까지 서비스되었던 넥슨에서 제작한 대규모 다중 사용자 온라인 롤플레잉 게임이다. 오픈베타 서비스를 개시하기 전, 당시 많은 유저들에게 최고 수준의 그래픽과 게임성으로 썬, 그라나도 에스파다와 함께 '빅3'로 불리며 기대를 받았다.